# دان کارتر (بازیکن فوتبال)
دان کارتر (انگلیسی: Don Carter; ۱۱ سپتامبر ۱۹۲۱ – ۲۰۰۲ (۸۰−۸۱ سال)) بازیکن فوتبال اهل بریتانیا بود.
از باشگاه‌هایی که در آن بازی کرده‌است می‌توان به باشگاه فوتبال بلکبرن روورز و باشگاه فوتبال بری اشاره کرد.